# UFC Fight Night: Overeem vs. Sakai
UFC Fight Night: Overeem vs. Sakai (también conocido como UFC Fight Night 176, UFC on ESPN+ 34 y UFC Vegas 9) fue un evento de artes marciales mixtas producido por Ultimate Fighting Championship que tuvo lugar el 5 de septiembre de 2020 en las instalaciones del UFC Apex en Enterprise, Nevada, parte del área metropolitana de Las Vegas, Estados Unidos.

## Antecedentes
El combate de Peso Pesado entre el Campeón del Gran Premio Mundial de K-1 de 2010, el ex Campeón de Peso Pesado de Strikeforce y el aspirante al Campeonato de Peso Pesado de la UFC, Alistair Overeem, y Augusto Sakai, fue el plato fuerte del evento.
Un combate de Peso Gallo Femenino entre la ex Campeona de Peso Mosca de la UFC, Nicco Montaño, y Julia Ávila estaba originalmente programado para UFC Fight Night: Lewis vs. Oleinik. Sin embargo, debido a que el entrenador de Montaño, John Wood, dio positivo por COVID-19, el combate fue reprogramado para este evento. A su vez, el 29 de agosto se anunció que la propia Montaño dio positivo en la enfermedad y el combate se retrasó hasta UFC on ESPN: Holm vs. Aldana en octubre.
En este evento estaba previsto un combate de Peso Mosca Femenino entre Maryna Moroz y Montana De La Rosa. Sin embargo, Moroz se vio obligada a retirarse al no poder conseguir un visa debido a las restricciones de viaje relacionadas con la pandemia COVID-19 y fue sustituida por Viviane Araújo.
El combate de Peso Ligero entre Khama Worthy y Ottman Azaitar estaba programado a principios de este año en UFC 249. Sin embargo, el evento se canceló a principios de abril debido a la pandemia de COVID-19. El emparejamiento se reprogramó y tuvo lugar en este evento. A su vez, la pareja fue trasladada a UFC Fight Night: Waterson vs. Hill por razones no reveladas.
Un combate de Peso Mosca Femenino entre Mayra Bueno Silva y Mara Romero Borella estuvo brevemente vinculado a este evento. Sin embargo, los responsables de la promoción reprogramaron el emparejamiento por razones no reveladas y se esperaba que el combate tuviera lugar dos semanas después en UFC Fight Night: Covington vs. Woodley.
El combate de Peso Semipesado entre el ex retador interino del Campeonato de Peso Semipesado de la UFC, Ovince Saint Preux, y Alonzo Menifield estaba previsto para dos semanas antes en UFC on ESPN: Munhoz vs. Edgar. Sin embargo, el combate fue retirado de la tarjeta el mismo día del evento, ya que Saint Preux dio positivo por COVID-19. A su vez, el emparejamiento fue apuntado para este evento.
Se ha programado un combate de Peso Gallo Femenino entre Macy Chiasson y Sijara Eubanks. Sin embargo, Chiasson se retiró del combate por razones médicas no reveladas y fue sustituido por Karol Rosa. Rosa se retiró el 3 de septiembre debido a complicaciones relacionadas con su corte de peso. Se espera que Eubanks compita una semana después en UFC Fight Night: Waterson vs. Hill contra Julia Ávila.
En este evento estaba previsto un combate de Peso Gallo entre Ricky Simon y Brian Kelleher, pero el esquinero de Simon dio positivo por COVID-19 y se vio obligado a retirarse del evento. Fue sustituido por el recién llegado a la promoción Kevin Natividad y se esperaba que se enfrentaran en un combate de Peso Pluma. A su vez, Natividad fue retirado del combate el mismo día del evento por razones no reveladas y sustituido por el también recién llegado Ray Rodríguez, que se presentó como reserva el viernes.
Unas horas antes del evento, los compañeros del American Top Team Thiago Moisés y Marcos Rogério de Lima se retiraron de sus respectivos combates en el peso ligero contra Jalin Turner y en el peso pesado contra Alexander Romanov debido a que dieron positivo por COVID-19, cancelando así ambos combates.
Debido a los numerosos cambios inesperados y a las cancelaciones de última hora, el evento se celebró con sólo siete combates, lo que lo convierte en el evento más pequeño de la UFC desde la final de The Ultimate Fighter 2 en noviembre de 2005.

## Evento
Todas las peleas estaban en la tarjeta principal debido a las numerosas cancelaciones y cambios. La tarjeta consistió en 7 combates de artes marciales mixtas, que estaban programados para tres asaltos de cinco minutos, excepto la pelea del evento principal entre Overeem y Sakai, que consistiría en cinco asaltos de cinco minutos. Los combates se celebraron a puerta cerrada debido a la pandemia de COVID-19 en el UFC Apex de Las Vegas, y el evento se transmitió por ESPN+.

### Tarjeta principal
El primer combate de la noche fue entre dos Pesos Gallo, Hunter Azure y Cole Smith. Azure ganó una decisión 29-28 en todas las tarjetas de los jueces. Azure dominó el primer asalto tras derribar a Smith y lanzar una lluvia de golpes en el suelo y en la espalda del canadiense antes de que Smith acabara levantándose. En el segundo asalto, Azure recurrió a los derribos para conseguir la victoria en las tarjetas de los jueces, mientras que el último asalto fue para Smith, que buscó la finalización y buscó estrangular a Azure dos veces antes de que terminara el asalto.
El siguiente combate entre Viviane Araújo y Montana De La Rosa fue otra decisión. Un combate muy reñido se saldó con la victoria de Araújo en todas las tarjetas de puntuación de los jueces, ya que sus puñetazos más limpios le hicieron ganar el combate. Rosa persiguió los derribos durante todo el combate, pero sólo fue capaz de asestar uno de seis, y falló muchos de sus puñetazos.
Los Pesos Pluma Brian Kelleher y Ray Rodríguez se enfrentaron en el tercer combate de la noche. El combate finalizó a los 39 segundos cuando el recién llegado a la promoción, Rodríguez, se lanzó a por un derribo contra la valla y cayó en un apretado estrangulamiento por guillotina de Kelleher. El árbitro Herb Dean detuvo el combate después de que Rodríguez se rindiera.
En el siguiente combate, André Muniz y Bartosz Fabiński se impusieron por sumisión en el Peso Medio. El combate terminó a mitad del primer asalto. Muniz sometió a Fabiński a un estrangulamiento por guillotina, pero el luchador polaco logró escapar. Muniz siguió atacando y lanzó un estrangulamiento por triángulo, y luego cambió a una barra de brazo para someter a 'El Carnicero'.
Michel Pereira se enfrentó a Zelim Imadaev en el peso wélter. En el primer asalto, Pereira utilizó una serie de técnicas llamativas para dominar al ruso, lanzando golpes como una patada "Showtime", una patada trasera giratoria y un rodillazo volador. En el segundo asalto, Pereira volvió a sacar lo mejor de Imadaev en la batalla de los puñetazos, haciendo tambalearse al ruso con un derechazo. En el tercer asalto ocurrió lo mismo. Después de que Imadaev intentara una patada giratoria, Pereira derribó al ruso sobre la lona y le aplicó un estrangulamiento por detrás. El árbitro Chris Tognoni detuvo el combate tras creer que Imadaev había cedido, pero el perdedor protestó y afirmó que estaba luchando contra las manos de Pereira. En cualquier caso, Pereira ganó el combate después de haber perdido sus dos últimos combates.
El ex aspirante al título de Peso Ligero, Ovince Saint Preux, se enfrentó a Alonzo Menifield en el evento coestelar. En el primer asalto, Saint Preux lanzó patadas al cuerpo y jabs, mientras que Menifield sacudió a "OSP" con una mano derecha. El segundo asalto comenzó bien para Saint Preux, ya que atacó a Menifield con patadas bajas y al cuerpo. Menifield lanzó un derechazo que hizo tambalearse a "OSP", y el ex aspirante a los pesos ligeros se encontró de espaldas a la valla. Menifield corrió hacia él, pero un corto gancho de izquierda de Saint Preux noqueó a Menifield.

#### Overeem vs. Sakai
En el evento principal se enfrentaron el ex aspirante al Campeonato de Peso Pesado, Alistair Overeem, y Augusto Sakai, invicto en la UFC. Sakai y Overeem pasaron casi un minuto buscando el alcance, ya que ninguno de los dos consiguió asestar un golpe. El asalto vio a Overeem golpear a Sakai en alguna ocasión y aterrizar algunos golpes. El brasileño descargó sobre Overeem con rodillazos y martillazos cuando el veterano se agachó contra la jaula. El siguiente intercambio de golpes en el clinch fue para ambos, y los dos se patearon la pierna después de separarse. Overeem golpeó entonces a Sakai con un derechazo, a lo que éste respondió lanzando múltiples golpes a Overeem y conectó un uppercut. Overeem conectó entonces una patada a la pierna antes de que Sakai atacara con más golpes. Sakai retrocedió tras su bombardeo y Overeem golpeó al brasileño con un golpe en la ingle que detuvo la pelea por un momento. Sakai aterrizó una vez más antes de que terminara el asalto.
El segundo asalto comenzó con los dos hombres intercambiando patadas frontales. Sakai asestó algunos puñetazos que provocaron un hematoma en la cabeza de Overeem y luego apuntó a la zona con una patada que fue bloqueada. Sakai presionó a Overeem contra la valla y volvió a descargar golpes sobre el holandés, que logró bloquear algunos. Overeem golpeó a Sakai con rodillas desde el clinch y luego con una mano derecha corta, a lo que Sakai respondió con rodillas. Overeem golpeó entonces al brasileño con una mano izquierda que le cortó y Sakai volvió a responder, esta vez con un par de codos a la cara. A falta de diez segundos, Sakai se lanzó, pero Overeem le ató en el clinch y le dio un rodillazo al cuerpo.
Sakai comenzó el tercer asalto con golpes que fallaron todos. A continuación, intercambiaron golpes hasta que Overeem falló de forma salvaje y Sakai aprovechó para armar combinaciones mientras Overeem se agachaba contra la valla. Overeem pudo alejarse y luego lanzó una patada de salto al cuerpo. Overeem hizo tropezar a Sakai en el suelo y aterrizó encima del brasileño, lo que le permitió lanzar algunos puñetazos sobre el Sakai, que estaba en el suelo. Sakai consiguió apartar al holandés de su lado y conectó una patada hacia arriba. Sakai utilizó sus piernas para dar patadas a Overeem y mantenerlo a raya mientras el holandés se colocaba sobre él. Overeem acabó empujando las piernas de Sakai y atacó con un codo. Sakai trató de atacar a Overeem con martillazos, pero éste aprovechó su posición favorable para lanzar golpes y Sakai empezó a sangrar mucho y el asalto terminó.
Entre los asaltos, los cortes de Sakai se cerraron, pero Overeem los atacó a partir del cuarto. Un Sakai que parecía cansado lanzó golpes que todos fallaron o que Overeem bloqueó, pero empujó al holandés a la valla. Overeem envió un gancho de derecha hacia Sakai con tanta fuerza que lo desequilibró y Sakai aprovechó y aterrizó algunos golpes. Overeem dio una patada al cuerpo, pero Sakai le abrió con un codo en la frente, y la sangre cayó en los ojos del holandés. Overeem aterrizó una patada trasera giratoria a la ingle que detuvo la acción, luego envió una patada al cuerpo que Sakai argumentó que era de nuevo a la ingle, pero Herb Dean no lo vio y la pelea continuó. Overeem entró en un clinch y pudo derribar a Sakai por segunda vez en la pelea. El holandés descargó un codo y puñetazos desde la guardia hasta que Sakai lo expulsó. Overeem continuó su ataque, lanzando potentes golpes y un codo mientras Sakai rodaba de rodillas. Overeem pudo alcanzar la media guardia y comenzó a golpear a Sakai con codos. La bocina sonó para terminar el asalto antes de que Overeem pudiera acabar con el brasileño.
Casi inmediatamente, en el quinto y último asalto, Overeem derribó a Sakai y comenzó a golpear al brasileño con codazos. Herb Dean pidió a Sakai que se defendiera, ya que Overeem seguía descargando fuertes codazos y puñetazos, y Dean detuvo la pelea tras ver que Sakai no podía defenderse. Overeem ganó por nocaut técnico y puso fin a la carrera invicta de Sakai en la UFC.

## Premios de bonificación
Los siguientes luchadores recibieron bonificaciones de $50000 dólares.
- Pelea de la Noche: No se concedió ninguna bonificación.
- Actuación de la Noche: Ovince Saint Preux, Michel Pereira, André Muniz y Brian Kelleher